# Minardi M192
O M192 foi o modelo da Minardi utilizado a partir da quinta prova da temporada de 1992 de Fórmula 1. 
Condutores: Christian Fittipaldi, Gianni Morbidelli e Alessandro Zanardi.

## Resultados[1]
(legenda) 
| Ano  | Chassi | Motor                | Pneus | N° | Pilotos              | 1   | 2   | 3   | 4   | 5   | 6   | 7   | 8   | 9   | 10  | 11  | 12  | 13  | 14  | 15  | 16  | Pontos | Posição |  |
| ---- | ------ | -------------------- | ----- | -- | -------------------- | --- | --- | --- | --- | --- | --- | --- | --- | --- | --- | --- | --- | --- | --- | --- | --- | ------ | ------- |  |
|      |        |                      |       |    |                      |     |     |     |     |     |     |     |     |     |     |     |     |     |     |     |     |        |         |  |
|      |        |                      |       |    |                      | RSA | MEX | BRA | ESP | SMR | MON | CAN | FRA | GBR | GER | HUN | BEL | ITA | POR | JPN | AUS |        |         |  |
| 1992 | M192   | Lamborghini 3512 V12 | G     | 23 | Christian Fittipaldi |     |     |     |     | Ret | 8   | 13  | NQ  |     |     |     | NQ  | NQ  | 12  | 6   | 9   | 1      | 12º     |  |
| 1992 | M192   | Lamborghini 3512 V12 | G     | 23 | Alessandro Zanardi   |     |     |     |     |     |     |     |     | NQ  | Ret | NQ  |     |     |     |     |     | 1      | 12º     |  |
| 1992 | M192   | Lamborghini 3512 V12 | G     | 24 | Gianni Morbidelli    |     |     |     |     | Ret | Ret | 11  | 8   | 17  | 12  | NQ  | 16  | Ret | 14  | 14  | 10  | 1      | 12º     |  |

↑1  Do GP da África do Sul até a prova da Espanha, Fittipaldi e Morbidelli conduziram o M191B.